# Шарльєр

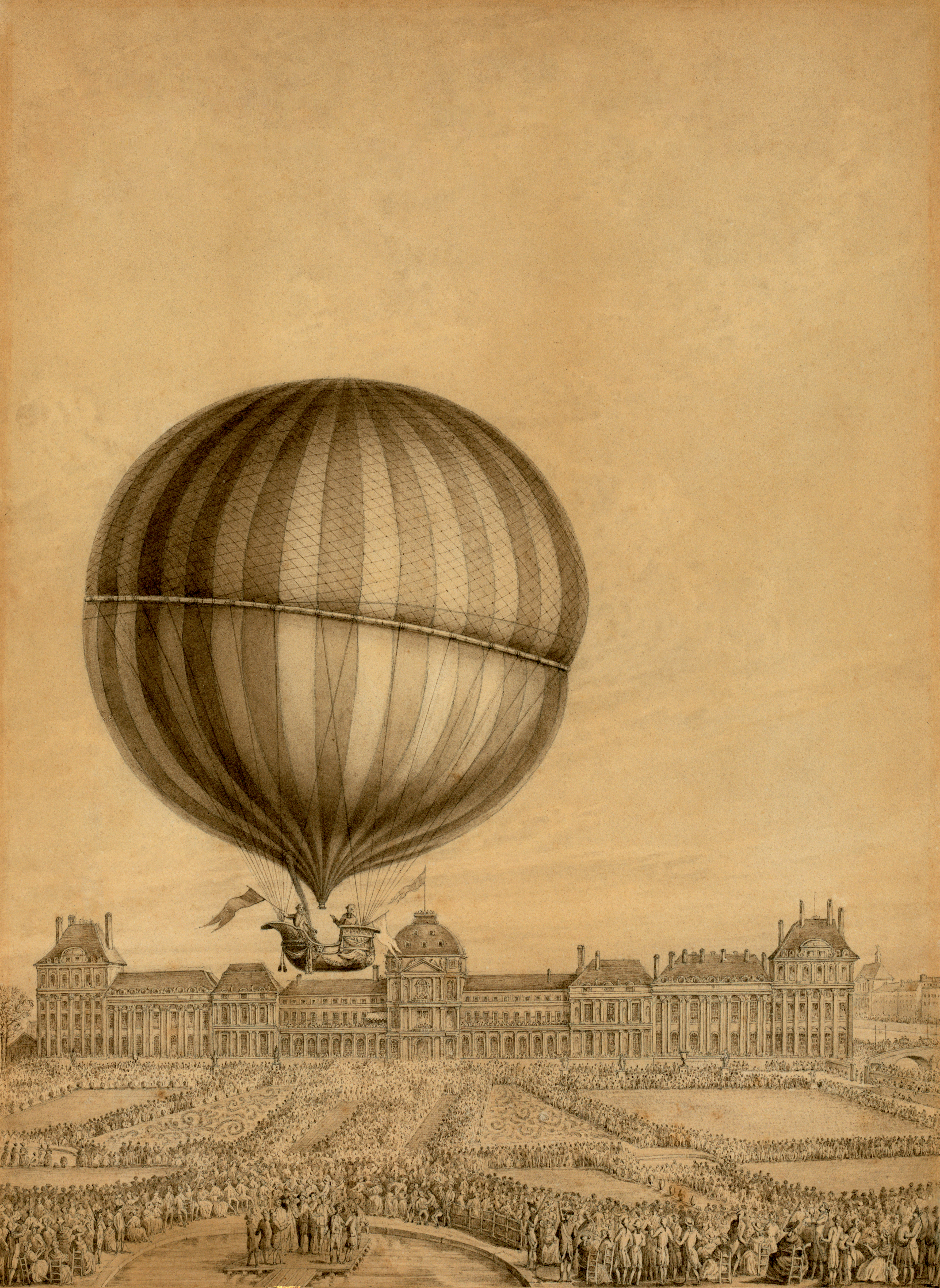
Повітряна куля з газом Жака Шарля, 1793

Шарльєр — аеростат, наповнений воднем, гелієм або іншими газами, легшими повітря. Названий за іменем французького вченого та винахідника Жака Александра Сезара Шарля. Перший політ зробив 27 серпня 1783 року на Марсовому полі в Парижі. Французький професор фізики Жак Шарль вважав, що димне повітря — не найкраще рішення, адже гаряче повітря, охолоджуючись, втрачає підіймальну силу, чого не трапляється з воднем, оскільки він легший за повітря. Жак Шарль використовував для оболонки легку шовкову тканину, змочену розчином каучуку в скипидарі. Така оболонка була здатна тривалий час тримати летючий газ.

## Історія

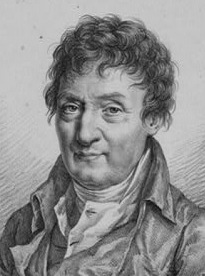
Жак Александр Сезар Шарль, 1820

Перша повітряна куля, наповнена газом, піднялася в повітря у серпні 1783 року. Конструкторами її були Жак Шарль та брати Робер. Перша куля не мала ні пасажирів, ні вантажу. 1 грудня 1783 року друга газова повітряна куля Жака Шарля вперше підняла в повітря самого винахідника та його соратника Нікола-Луї Робера. Це відбулося через десять днів після першого польоту монгольфьєра (повітряної кулі з гарячим повітрям).
Наступним проєктом Жака Шарля та братів Робер було спорудження шарльєра Кароліна (фр. La Caroline), що мав видовжену форму й нагадував дирижабль. При його конструкції Жак Шарль врахував пропозиції іншого конструктора Жана Батіста Меньє. 19 вересня 1784 року брати Робер та Коллен-Юллен пролетіли на Кароліні 6 годин 40 хвилин, подолавши відстань 186 км від Парижа до Беврі, неподалік від містечка Бетюн. Це був перший політ на відстань понад 100 км.
Шарльєри з часом набули популярності. Їх використовували зокрема і з військовою метою (напр. під час Громадянської війни в Америці, а також в ході Наполеонівських воєн). На шарльєрі підіймався в повітря відомий повітроплавець Жан П'єр Бланшар.

## Наповнення
Щоби шарльєр піднявся в повітря, газ в ньому повинен бути легше за повітря. При заданій температурі й тиску щільність газу пропорційна молекулярній вазі. Для того, щоб газ був легший за повітря, його молекулярна вага повинна бути нижче 28,7. Вантажопідйомність пропорційна різниці між 28,7 і молекулярною вагою газу. Речовин з молекулярною вагою нижче 29 і газоподібних при кімнатній температурі, небагато:
- Водень. Молекулярна вага 2. Висока вантажність, нешкідливий, недорогий, але вибухонебезпечний. Широко застосовується для безпілотних шарльєрів.
- Гелій. Молекулярна вага 4. Висока вантажопідйомність, нешкідливий, безпечний, але дорогий. Широко застосовується для пілотованих шарльєрів.
- Неон. Молекулярна вага 20. Нешкідливий, безпечний, дешевше гелію, але через високу атомну вагу вантажність втричі нижче, ніж у гелію. Застосовується обмежено.
- Метан. Молекулярна вага 16. Горючий. Застосовується обмежено.
- Аміак. Молекулярна вага 17. З різким запахом, отруйний, злегка горючий. Застосовується обмежено, для метеозондів.
- Фтороводень. Молекулярна вага 21. Вкрай отруйний (смертельна концентрація — соті частки відсотка; в менших концентраціях викликає опіки шкіри та органів дихання). Хімічно агресивний (пропалює майже будь-яку оболонку). Не застосовується.
- Ацетилен (C2H2). Молекулярна вага 26. Дуже легкозаймистий. Не застосовується.
- Диборан (B2H6). Молекулярна вага 27,6. На повітрі запалюється самовільно. Не застосовується.
- Азот. Молекулярна вага 28. Нешкідливий, недорогий, але вантажопідйомність незначна. Не застосовується.
- Етилен (C2H4). Молекулярна вага 28. Не застосовується з тієї ж причини, що й азот, а також через горючість.
- Чадний газ (CO). Молекулярна вага 28. Не застосовується з тієї ж причини, що й азот, а також через токсичність.

Крім того, як наповнювачі запропоновано використовувати водяну пару, а в минулому використовувався світильний газ (суміш метану, етилену і водню).